# Lymantria bisextilis
Lymantria bisextilis este o specie de molii din genul Lymantria, familia Lymantriidae, descrisă de Lambertus Johannes Toxopeus 1948 Conform Catalogue of Life specia Lymantria bisextilis nu are subspecii cunoscute.